# Бушуева, Ольга Васильевна
Ольга Васильевна Бушуева (род. 4 августа 1938 года) — советский и российский педагог, народный учитель Российской Федерации (2001).
Работала в школе № 22 Перми с углубленным изучением иностранных языков, с 1987 по 2009 годы — директор школы.
С 1994 года школа стала экспериментальной площадкой Главного управления народного образования и Российского института повышения квалификации работников образования по разработке российского варианта Европейской двуязычной школы.
В 1996 году школа стала победительницей во всероссийском конкурсе «Школа года — 96», школе присуждён диплом конкурса, а Ольге Васильевне — присвоено звание «Директор года».

## Награды
- Орден Дружбы (1996)[1]
- Народный учитель Российской Федерации (2001)[2]
- Почётный гражданин города Перми (2003) — за значительный вклад в развитие теории и практики отечественной педагогики, совершенствование системы образования в городе Перми
- Заслуженный учитель РСФСР (1991)[3]